# European Regions Airline Association
Die European Regions Airline Association (ERA) ist eine Vereinigung von über 230 Unternehmen im europäischen Regionalflugverkehr. Sie wurde 1980 aufgrund einer Initiative von Crossair-Gründer Moritz Suter mit fünf Fluggesellschaften – Crossair, NFD, Tyrolean Airways, Brit Air und Air UK – gegründet.
Heute zählt die ERA 70 Fluggesellschaften, die mit insgesamt 1.300 Flugzeugen 250 Flughäfen anfliegen und dabei 1.800 Strecken bedienen. Pro Jahr werden zusammengerechnet etwa 83 Millionen Passagiere auf insgesamt 2,2 Millionen Flügen befördert. Außerdem zählen auch kleinere Flughäfen zu den Mitgliedern, so beispielsweise die Flughäfen Cardiff und Budapest. Die Flugzeugbauer ATR und BAE Systems sind ebenfalls Mitglieder.